# Liste der Baudenkmäler in Pyrbaum

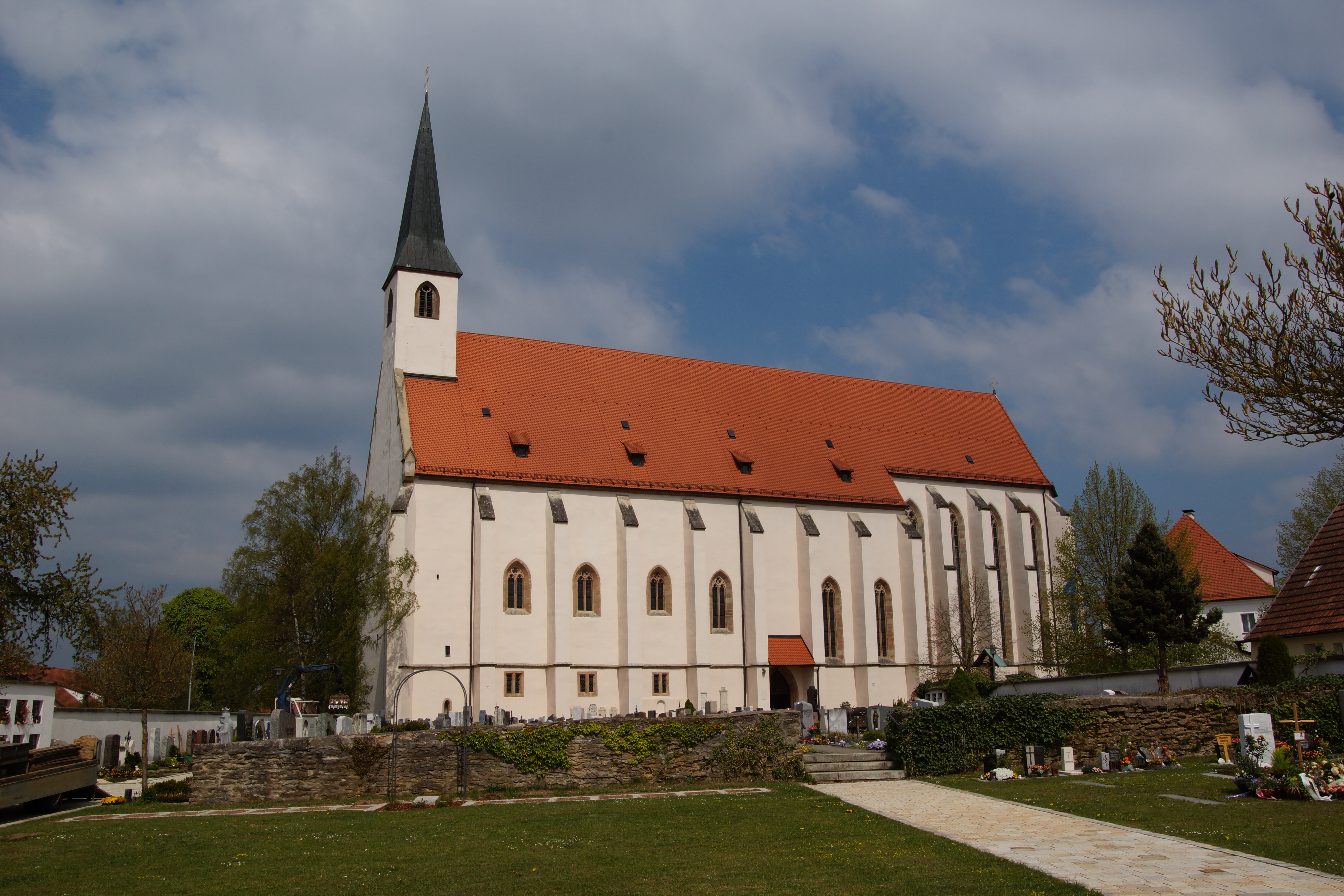
Kloster Seligenporten

Auf dieser Seite sind die Baudenkmäler in dem Oberpfälzer Markt Pyrbaum zusammengestellt. Diese Tabelle ist eine Teilliste der Liste der Baudenkmäler in Bayern. Grundlage ist die Bayerische Denkmalliste, die auf Basis des Bayerischen Denkmalschutzgesetzes vom 1. Oktober 1973 erstmals erstellt wurde und seither durch das Bayerische Landesamt für Denkmalpflege geführt wird. Die folgenden Angaben ersetzen nicht die rechtsverbindliche Auskunft der Denkmalschutzbehörde.

## Baudenkmäler nach Ortsteilen

### Pyrbaum
| Lage                                                         | Objekt                                                         | Beschreibung | Akten-Nr.     | Bild                                                        |
| ------------------------------------------------------------ | -------------------------------------------------------------- | --- | ------------- | ----------------------------------------------------------- |
| Am Alten Bahnhof 2 (Standort)                                | Ehemaliges Bahnhofempfangsgebäude                              | Zweigeschossiger verputzter Walmdachbau mit Sandsteingliederungen und Erker mit Fachwerkobergeschoss, 1902 | D-3-73-156-3  | weitere Bilder                                              |
| Graf-Albrecht-Straße (Standort)                              | Zugehöriger Stadel                                             | Satteldachbau mit Fachwerkgiebel, 18./19. Jahrhundert | D-3-73-156-6  | BW                                                          |
| Graf-Albrecht-Straße 5 (Standort)                            | Ehemaliges Torhaus, sogenanntes Lindelburger Tor               | Zweigeschossiger und traufständiger Satteldachbau mit Walm und Tordurchfahrt mit Fachwerk und flacher Bohlendecke, 17. Jahrhundert | D-3-73-156-4  | Ehemaliges Torhaus, sogenanntes Lindelburger Tor            |
| Graf-Albrecht-Straße 7 (Standort)                            | Ehemaliges Jagdschlösschen, sogenanntes Speckhooch-Schlösschen | Zweigeschossiger Walmdachbau mit östlicher Fachwerkhälfte, Ende 17. Jahrhundert von dem Jagdschuldirektor Hieronymus von Speckhooch errichtet | D-3-73-156-5  | BW                                                          |
| Kurpfalzstraße 4 (Standort)                                  | Wohnhaus                                                       | Zweigeschossiger und giebelständiger Steildachbau mit Krüppelwalm und verkleidetem Fachwerkgiebel, wohl 18. Jahrhundert | D-3-73-156-8  | BW                                                          |
| Kurpfalzstraße 19 (Standort)                                 | Torhaus, sogenanntes Bitteltor (Inschrift 1. OG 'Büttltor')    | Zweigeschossiger und traufständiger Satteldachbau mit Fachwerkobergeschoss und Tordurchfahrt mit Bohlendecke, 17. Jahrhundert | D-3-73-156-9  | Torhaus, sogenanntes Bitteltor (Inschrift 1. OG 'Büttltor') |
| Lindelburger Straße ()                                       | Friedhofskapelle                                               | Fachwerkbau mit Satteldach und Glockendachreiter, 16. Jahrhundert, später umgestaltet; mit Ausstattung | D-3-73-156-10 |                                                             |
| Marktplatz (Standort)                                        | Kriegerdenkmal                                                 | KStele mit Kriegerrelief, Inschrifttafel und Scheibenkreuzabschluss, Kalkstein, bezeichnet mit 1921 | D-3-73-156-16 | Kriegerdenkmal                                              |
| Marktplatz 1 (Standort)                                      | Ehemaliges Pflegamt, jetzt Rathaus                             | Zweigeschossiger Krüppelwalmdachbau in Ecklage mit Fachwerkgiebel, bezeichnet mit 1568, Instandsetzung 1655, nach Kriegsbeschädigungen 1974–82 umgebaut | D-3-73-156-11 | weitere Bilder                                              |
| Marktplatz 3, Kurpfalzstraße 2 (Standort)                    | Gasthaus                                                       | Satteldachbau, im Kern 18. Jahrhundert | D-3-73-156-12 | weitere Bilder                                              |
| Marktplatz 4 (Standort)                                      | Evangelisch-lutherisches Pfarramt                              | Zweigeschossiger Sandsteinquaderbau mit Walmdach, bezeichnet mit 1810 | D-3-73-156-13 | weitere Bilder                                              |
| Marktplatz 5 (Standort)                                      | Evangelisch-lutherische Pfarrkirche St. Georg                  | Polygonal geschlossener Saalbau mit Chorflankenturm und Vorzeichen, Sandsteinquader, 1519 von Linhart Schnabel, im 18. Jahrhundert mehrmals verändert und erweitert, 1926 bis auf die Umfassungsmauern abgebrannt, Wiederaufbau 1927, Turm mit mächtigen Stützpfeiler, im Kern 14. Jahrhundert; mit Ausstattung         | D-3-73-156-14 | weitere Bilder                                              |
| Marktplatz 6 (Standort)                                      | Gasthof Rotes Roß                                              | Zweigeschossiger und traufständiger Satteldachbau mit teilweise verputztem Fachwerkobergeschoss, 18. Jahrhundert, rückwärtiger Stadel, kleiner Satteldachbau, wohl 19. Jahrhundert | D-3-73-156-15 | weitere Bilder                                              |
| Neumarkter Straße 18, 20 (Standort)                          | Ehemaliges Torhaus, sogenanntes Neumarkter Pflasterzollhaus    | Zweigeschossiger Zeltdachbau mit Fachwerkobergeschoss, Tordurchfahrt und jüngerem Anbau nach Osten, 17. Jahrhundert | D-3-73-156-17 | weitere Bilder                                              |
| Nürnberger Straße 1 (Standort)                               | Zugehöriger Stadel                                             | Giebelständiger Fachwerkbau mit Satteldach auf Sandsteinquadersockel, 17./18. Jahrhundert | D-3-73-156-18 | BW                                                          |
| Nürnberger Straße 2 (Standort)                               | Gasthaus Sommerkeller                                          | Zweigeschossiger und traufständiger Satteldachbau mit Fachwerkobergeschoss, 18. Jahrhundert, im frühen 20. Jahrhundert überformt und im westlichen Teil umgebaut | D-3-73-156-19 | weitere Bilder                                              |
| Nürnberger Straße 11 (Standort)                              | Wohnhaus, ehemalige Bruckschmiede                              | Zweigeschossiger Sandsteinquaderbau mit Walmdach, 18./19. Jahrhundert | D-3-73-156-20 | BW                                                          |
| Oberhembacher Weg 2 (Standort)                               | Katholische Pfarrhaus, ehemaliges Kapuzinerkloster             | Zweigeschossiger und traufständiger Satteldachbau 18./19. Jahrhundert, im Kern älter | D-3-73-156-21 | BW                                                          |
| In Pyrbaum; Schloßhof 1; Schloßhof 4; Schloßhof 5 (Standort) | Schlossruine                                                   | Ruine des ab 1493 von den Wolfsteinern erbauten Schlosses, 1853 nach Brand abgetragen; Fundament des westlichen Torturms mit aufgestellter Bauinschrift von 1493, Sandsteinquader; Graben, fast ringsum erhalten, abschnittsweise mit Futtermauer in Ziegel und Sandsteinquadern, teilweise im 20. Jahrhundert erneuert | D-3-73-156-22 | weitere Bilder                                              |
| Schloßhof 1 (Standort)                                       | Wohnhaus, jetzt katholisches Pfarrheim                         | Zweigeschossiger und traufständiger Ziegelbau mit vorkragendem Satteldach und Sandsteingliederungen, Ende 19. Jahrhundert | D-3-73-156-23 | Wohnhaus, jetzt katholisches Pfarrheim                      |
| Schloßhof 2 (Standort)                                       | Katholische Pfarrkirche Mater dolorosa                         | Saalbau mit eingezogenem Polygonalchor und Fassadenturm, neugotisch, 1891; mit Ausstattung | D-3-73-156-24 | weitere Bilder                                              |
| Schloßhof 3 (Standort)                                       | Ehemaliges katholisches Schulhaus, jetzt Apotheke              | Zweigeschossiger und traufständiger Sandsteinquaderbau mit Satteldach und Zwerchflügel, nach 1853 mit Steinen des abgetragenen Schlosses errichtet | D-3-73-156-25 | Ehemaliges katholisches Schulhaus, jetzt Apotheke           |
| Schloßhof 5 (Standort)                                       | Wohnhaus                                                       | Zweigeschossiger und traufständiger Satteldachbau mit Eckpilastern, Putzgliederungen und Zwerchhaus, spätklassizistisch, nach 1853 mit Steinen des abgetragenen Schlosses errichtet | D-3-73-156-27 | BW                                                          |
| Schloßhof 5 (Standort)                                       | Stadel des ehemaligen Schlosses                                | Sandsteinquaderbau mit Satteldach, 1659 (dendro. datiert), über älteren Bauteilen mit Kelleranlage, um 1493 | D-3-73-156-69 | Stadel des ehemaligen Schlosses                             |
| Wolfsteiner Platz 2 (Standort)                               | Zugehöriger Stadel                                             | Eingeschossiger Fachwerkbau mit Satteldach, 18./19. Jahrhundert | D-3-73-156-28 | weitere Bilder                                              |
| Wolfsteiner Platz 3 (Standort)                               | Altes Forsthaus                                                | Zweigeschossiger Sandsteinquaderbau mit Walmdach und Fledermausgaube, um 1910 | D-3-73-156-29 | BW                                                          |
| Wolfsteiner Platz 4 (Standort)                               | Wohnhaus, ehemaliges Rentamt                                   | Zweigeschossiger Sandsteinquaderbau mit Walmdach und teilweise verputztem Fachwerkobergeschoss, 18. Jahrhundert | D-3-73-156-30 | weitere Bilder                                              |
| Wolfsteiner Platz 7 (Standort)                               | Gasthaus Zur Post                                              | Zweigeschossiger Steildachbau in Ecklage, Erdgeschoss in Sandsteinquadern, Obergeschoss verputzt mit Sandsteineinfassungen, wohl 1. Hälfte 19. Jahrhundert | D-3-73-156-31 | weitere Bilder                                              |

### Birkenlach
| Lage                                   | Objekt                              | Beschreibung | Akten-Nr.               | Bild           |
| -------------------------------------- | ----------------------------------- | --- | ----------------------- | -------------- |
| Birkenlach 2 (Standort)                | Ehemaliges Forsthaus, Wohnstallhaus | Eingeschossiger und traufständiger Sandsteinquaderbau mit Steildach und Fachwerkgiebel, bezeichnet mit 1791                                                                     | D-3-73-156-33           | BW             |
| Birkenlach 7; In Birkenlach (Standort) | Ehemaliges Forsthaus                | Eingeschossiger und giebelständiger Sandsteinquaderbau mit vorspringendem Halbwalmdach und Zwerchhaus in Fachwerkbauweise, um 1870/80;                                          | D-3-73-156-34           | weitere Bilder |
| Birkenlach 7; In Birkenlach (Standort) | Hofkapelle                          | ehemalige Ortskapelle St. Maria, polygonal geschlossener Satteldachbau mit Walm, Putzgliederungen und Glockendachreiter mit Zwiebelhaube, historistisch, 1875; mit Ausstattung; | D-3-73-156-34 zugehörig | weitere Bilder |
| Birkenlach 7; In Birkenlach (Standort) | Stadel                              | Sandsteinquaderbau mit Satteldach und Fachwerkgiebeln, Anfang 19. Jahrhundert;                                                                                                  | D-3-73-156-34 zugehörig | weitere Bilder |
| Birkenlach 7; In Birkenlach (Standort) | Stadel                              | giebelständiger Sandsteinquaderbau mit Satteldach und Fachwerkgiebel, Anfang 19. Jahrhundert;                                                                                   | D-3-73-156-34 zugehörig | weitere Bilder |
| Birkenlach 7; In Birkenlach (Standort) | Backhaus                            | eingeschossiger Sandsteinquaderbau mit Satteldach, bezeichnet mit 1841 | D-3-73-156-34 zugehörig | weitere Bilder |
| In Birkenlach (Standort)               | Scheune                             | Stadel, giebelständiger Sandsteinquaderbau mit Fachwerkgiebel, Anfang 19. Jh.                                                                                                   | D-3-73-156-63           | weitere Bilder |

### Neuhof
| Lage                | Objekt                   | Beschreibung                                                                                               | Akten-Nr.     | Bild           |
| ------------------- | ------------------------ | --- | ------------- | -------------- |
| Neuhof 1 (Standort) | Ehemaliges Wohnstallhaus | Eingeschossiger Satteldachbau mit hängendem Krüppelwalm und verputztem Fachwerkgiebel, bezeichnet mit 1780 | D-3-73-156-36 | BW             |
| Kr NM 6 (Standort)  | Wegweiser                | Ortsschild der Einöde Neuhof und Wegweiser Pruppach-Pyrbaum, Gusseisen um 1900.                            | D-3-73-156-64 | weitere Bilder |

### Oberhembach
| Lage                                                       | Objekt                   | Beschreibung | Akten-Nr.               | Bild           |
| ---------------------------------------------------------- | ------------------------ | --- | ----------------------- | -------------- |
| Röthenbacher Straße (Standort)                             | Wegweiser                | Ortsschild mit Wegweiser nach Pyrbaum, Gusseisen um 1900.                                                                                             | D-3-73-156-67           | weitere Bilder |
| Röthenbacher Straße ()                                     | Ortschild und Wegweiser  | Ortschild Pruppach und Wegweiser Pyrbaum-Allersberg, Gusseisen, um 1900                                                                               | D-3-73-156-68           |                |
| Röthenbacher Straße 1 (Standort)                           | Wohnhaus                 | Eingeschossiger und traufständiger Steildachbau mit Fachwerkgiebeln, der westliche verbrettert, 17./18. Jahrhundert                                   | D-3-73-156-37           | weitere Bilder |
| Röthenbacher Straße 3 (Standort)                           | Ehemaliges Gasthaus      | Zweigeschossiger und giebelständiger Steildachbau mit verputztem Fachwerkgiebel und Ladeluken, 18./19. Jahrhundert                                    | D-3-73-156-38           | weitere Bilder |
| Röthenbacher Straße 6 (Standort)                           | Bauernhof                | Wohnstallhaus, eingeschossiger und traufständiger Steildachbau mit verputztem Fachwerkgiebel und Zwerchhaus, 18. Jahrhundert, Zwerchhaus um 1900;     | D-3-73-156-39           | weitere Bilder |
| Röthenbacher Straße 6 (Standort)                           | Stadel                   | traufständiger Fachwerkbau mit Satteldach und Lüftungsgaube, 18./19. Jahrhundert                                                                      | D-3-73-156-39 zugehörig | weitere Bilder |
| Röthenbacher Straße 13 (Standort)                          | Gasthaus                 | Zweigeschossiger und giebelständiger Sandsteinquaderbau mit Satteldach und Glockentürmchen, Mitte 19. Jahrhundert, Türmchen 1926                      | D-3-73-156-40           | weitere Bilder |
| Röthenbacher Straße 14 (Standort)                          | Ehemaliges Wohnstallhaus | Eingeschossiger und traufständiger Steildachbau mit verputzten Fachwerkgiebeln, 18. Jahrhundert; Stadel, Ständerbau mit Fachwerk, 18./19. Jahrhundert | D-3-73-156-41           | weitere Bilder |
| Röthenbacher Straße 14 (Standort)                          | Stadel                   | Stadel, Ständerbau mit Fachwerk, 18./19. Jahrhundert                                                                                                  | D-3-73-156-41 zugehörig | BW             |
| Röthenbacher Straße 16 (Standort)                          | Wohnhaus                 | Sandsteinquaderbau mit Krüppelwalmdach, Fachwerkgiebeln, 17. Jahrhundert                                                                              | D-3-73-156-42           | weitere Bilder |
| Röthenbacher Straße 21 (Standort)                          | Ehemaliges Wohnstallhaus | Eingeschossiger und traufständiger Steildachbau mit Fachwerkgiebel, 17./18. Jahrhundert                                                               | D-3-73-156-44           | weitere Bilder |
| Röthenbacher Straße 22 (Standort)                          | Ehemaliger Bauernhof     | Wohnstallbau, eingeschossiger und traufständiger Steildachbau mit Fachwerkgiebel, 17./18. Jahrhundert;                                                | D-3-73-156-45           | weitere Bilder |
| Röthenbacher Straße 22 (Standort)                          | Stadel                   | Stadel, giebelständiger Fachwerkbau mit Steildach, 18. Jahrhundert;                                                                                   | D-3-73-156-45 zugehörig | BW             |
| Röthenbacher Straße 22 (Standort)                          | Tiefbrunnen              | Rund gemauerter Tiefbrunnen, 18./19. Jahrhundert | D-3-73-156-45 zugehörig | BW             |
| Nähe Kr NM 17, am Ortsausgang Richtung Nürnberg (Standort) | Steinkreuz               | Griechische Form mit Relief einer Pflugschar, Sandstein, wohl spätmittelalterlich                                                                     | D-3-73-156-46           | weitere Bilder |
| Nähe Kr NM 17, am Ortsausgang Richtung Nürnberg (Standort) | Steinkreuz               | Steinkreuz, verstümmeltes Tatzenkreuz, Sandstein, wohl spätmittelalterlich.                                                                           | D-3-73-156-66           | weitere Bilder |

### Pruppach
| Lage                                 | Objekt                  | Beschreibung                                                      | Akten-Nr.     | Bild |
| ------------------------------------ | ----------------------- | ----------------------------------------------------------------- | ------------- | ---- |
| Pruppacher Hauptstraße 17 (Standort) | Zugehöriger Stallstadel | Traufständiger Satteldachbau mit Fachwerk, 1739 (dendro. datiert) | D-3-73-156-47 | BW   |

### Rengersricht
| Lage                     | Objekt     | Beschreibung                                                                                       | Akten-Nr.     | Bild           |
| ------------------------ | ---------- | -------------------------------------------------------------------------------------------------- | ------------- | -------------- |
| Ortsstraße 15 (Standort) | Kreuzstein | Mit Doppelbalkenkreuz, Sandstein, wohl spätmittelalterlich                                         | D-3-73-156-49 | weitere Bilder |
| Ortsstraße 15 (Standort) | Steinkreuz | Griechisches Doppelbalkenkreuz mit Relief einer Pflugschar, linke Arme fehlen, spätmittelalterlich | D-3-73-156-48 | weitere Bilder |

### Schwarzach
| Lage                                     | Objekt              | Beschreibung                                           | Akten-Nr.     | Bild |
| ---------------------------------------- | ------------------- | ------------------------------------------------------ | ------------- | ---- |
| Schwarzacher Hauptstraße 11 a (Standort) | Kapellenausstattung | 18. Jahrhundert; in der 1974 neuerbauten Marienkapelle | D-3-73-156-50 | BW   |

### Seligenporten
| Lage                                                     | Objekt                                  | Beschreibung | Akten-Nr.               | Bild           |
| -------------------------------------------------------- | --------------------------------------- | --- | ----------------------- | -------------- |
| Kesselstraße 6 (Standort)                                | Ehemaliges Bahnhofempfangsgebäude       | Zweigeschossiger Walmdachbau mit Bodenerker und Sandsteingliederungen, 1902; Nebengebäude, eingeschossiger Walmdachbau mit Rundbogenöffnungen, um 1902                                                                               | D-3-73-156-54           | weitere Bilder |
| Klosterhof 5 (Standort)                                  | Wohnhaus                                | Eingeschossiger und giebelständiger Fachwerkbau mit Satteldach, 17. Jahrhundert | D-3-73-156-56           | weitere Bilder |
| Klosterhof 10 (Standort)                                 | Bauernhaus                              | Zweigeschossiger und giebelständiger, gestelzter Steildachbau, 18./19. Jahrhundert | D-3-73-156-58           | weitere Bilder |
| Klosterhof 12; Hauptstraße 36 a; Klosterhof 9 (Standort) | Ehemalige Zisterzienserinnenabtei       | Stiftung 1242 durch Gottfried von Sulzbürg und Adelheid von Hohenfels, 1556 aufgehoben, 1671 an die Salesianerinnen, 1802/03 nach Brand und Säkularisation Teilabbruch der Klostergebäude;                                           | D-3-73-156-59           | weitere Bilder |
| Klosterhof 12; Hauptstraße 36 a; Klosterhof 9 (Standort) | Kreuzgang                               | Ehemalige Konventgebäude, dreigeschossiger und zweiflügeliger Walmdachbau, im Ostflügel ein Flügel des Kreuzgangs, Ostflügel im Erdgeschoss mittelalterlich, nach Brand 1548 erneuert, Nordflügel 1930/31 von Friedrich Haindl sen.; | D-3-73-156-59 zugehörig | weitere Bilder |
| Klosterhof 12; Hauptstraße 36 a; Klosterhof 9 (Standort) | Ringmauer                               | Reste der südlichen Ringmauer mit Fußgängerpforte, Mischmauerwerk, mittelalterlich | D-3-73-156-59 zugehörig | weitere Bilder |
| Klosterhof 14 (Standort)                                 | Wohnhaus, ehemalige Bedienstetenwohnung | Eingeschossiger und traufständiger Satteldachbau, 18./19. Jahrhundert | D-3-73-156-60           | weitere Bilder |
| Klosterhof 18, 19 (Standort)                             | Gasthaus, ehemaliges Klostergasthaus    | Zweigeschossiger und traufständiger Satteldachbau, spätgotisch, bezeichnet mit 1493 | D-3-73-156-61           | weitere Bilder |
| Klosterhof 20 (Standort)                                 | Torturm des Klosterbezirks              | Dreigeschossiger Torturm mit spitzbogiger Durchfahrt, Fußgängerpforte, Fachwerkobergeschoss, Walmdach, Uhrenerker und Glockendachreiter, spätgotisch, 15./16. Jahrhundert                                                            | D-3-73-156-62           | weitere Bilder |

## Ehemalige Baudenkmäler
In diesem Abschnitt sind Objekte aufgeführt, die früher einmal in der Denkmalliste eingetragen waren, jetzt aber nicht mehr. Objekte, die in anderem Zusammenhang also z. B. als Teil eines Baudenkmals weiter eingetragen sind, sollen hier nicht aufgeführt werden. Aktennummern in diesem Abschnitt sind ehemalige, jetzt nicht mehr gültige Aktennummern.

| Lage                                          | Objekt              | Beschreibung                                                               | Akten-Nr.     | Bild     |
| --------------------------------------------- | ------------------- | -------------------------------------------------------------------------- | ------------- | -------- |
| Pyrbaum Allersberger Straße 4, 6 (Standort)   | Wohnhaus            | Ende 19. Jahrhundert, mit Sandsteinfassade                                 | D-3-73-156-1  | BW       |
| Pyrbaum Allersberger Straße 10 (Standort)     | Gasthof Weißes Lamm | Satteldachbau, erste Hälfte 19. Jahrhundert                                | D-3-73-156-2  | BW       |
| Pyrbaum Schloßhof 4 (Standort)                | Wohnhaus            | Verputzter Sandsteinbau, nach 1853, mit Steinen des abgetragenen Schlosses | D-3-73-156-26 | Wohnhaus |
| Oberhembach Röthenbacher Straße 19 (Standort) | Stadel              | Traufständiger Fachwerkbau mit Satteldach, 18./19. Jahrhundert             | D-3-73-156-43 | BW       |
| Schwarzach Heidestraße 8 (Standort)           | Wohnstallhaus       | Wohl 18. Jahrhundert, mit verputztem Fachwerkgiebel                        | D-3-73-156-52 | BW       |